# Alt del Griu
L'Alt del Griu és un pic andorrà de 2.874,4 m separat del circ dels Pessons que domina altivament els Cortals d'Encamp i la zona d'Ensagents, que son per on hi recorren les seves principals rutes d'accés.
Aquest cim està inclòs al llistat dels 100 cims de la FEEC